# Elisabeth Lacoin
Elisabeth Lacoin (* 25. Dezember 1907; † 25. November 1929) war eine Jugendfreundin von Simone de Beauvoir, in deren Werken sie auch als Zaza, Elisabeth Mabille und Andrée vorkommt.

## Leben
Elisabeth Lacoin entstammte einer katholischen bürgerlichen Familie aus Paris. Lacoin und de Beauvoir, beide hervorragende Schülerinnen, lernten sich mit neun Jahren in der katholischen Mädchenschule Cours Désir kennen.
Lacoin wurde zwei Mal der Wunsch nach einer Liebesheirat durch ihre konservativ-katholische Familie verwehrt. Ihren ersten Geliebten durfte sie nicht heiraten, da er ein Jude war. Den zweiten, Maurice Merleau-Ponty, lernte sie als Beauvoirs Philosophie-Kommilitonen kennen. Bei ihm ergaben Nachforschungen ihrer Familie, die dafür eigens einen Privatdetektiv engagierten, dass dieser unehelich geboren wurde, was ihn dadurch für eine Ehe mit Lacoin disqualifizierte.

Aus Verzweiflung verwundete sich Lacoin selbst, indem sie sich mit einer Axt in den Fuß hackte. Wenig später starb sie im Alter von knapp zweiundzwanzig Jahren an einer viralen Enzephalitis. Beauvoir machte für Lacoins Tod allerdings keine Hirnhautentzündung, sondern die erstickende Enge der patriarchalen bürgerlichen Gesellschaft verantwortlich, wie de Beauvoirs Adoptivtochter Sylvie Le Bon de Beauvoir im Vorwort zu Die Unzertrennlichen schreibt: 
„Zaza starb, weil sie versuchte, sie selbst zu sein, und man sie überzeugte, dass dieser Anspruch unrecht sei. In der militanten katholischen Bourgeoisie, in die sie am 25. Dezember 1907 hineingeboren wurde, in ihrer an starren Traditionen festhaltenden Familie, bestand die Pflicht eines Mädchens, sich zu vergessen, sich selbst zu entsagen, sich anzupassen. Weil Zaza außergewöhnlich war, konnte sie sich nicht anpassen.

## Die Unzertrennlichen
In de Beauvoirs autofiktionalem Roman Die Unzertrennlichen erzählt de Beauvoir die Geschichte ihrer Freundschaft zu Lacoin. Im Fokus steht dabei die Auflehnung Sylvies (de Beauvoir) und Andrées (Lacoin) gegen den Zwang zur Anpassung an eine patriarchale bürgerliche Gesellschaft. Den Roman stellte Beauvoir 1954 fertig. Sie selbst und/oder ihr Lebensgefährte Jean-Paul Sartre hielten ihn jedoch für nicht veröffentlichungsreif, wodurch der Roman erst postum durch Sylvie Le Bon de Beauvoir herausgegeben wurde.

### Sekundärliteratur
- Marie-Jo Bonnet: Simone de Beauvoir et les femmes. Albin Michel, Paris 2015, ISBN 9782226316714.
- Guillemine de Lacoste: Elisabeth Lacoin’s Influence on Simone de Beauvoir’s Life : What Might Have Been. In: Simone de Beauvoir studies, 1994–11, Vol. 11 (1), Seiten 64–75, ISSN 1063-2042.
- Jacques Subes: Revisiting the Lacoin Family: Simone de Beauvoir et le pur amour : Une Chance manquée. In: Simone de Beauvoir studies, 2001, Vol. 18, Seite 128, ISSN 1063-2042.